# Джузепе ди Лампедуза
Джузепе Томази (на италиански: Giuseppe Tomasi di Lampedusa), дук на Палма и княз на Лампедуза, е италиански писател, известен преди всичко със своя роман „Гепардът“.

## Биография и творчество
Джузепе ди Лампедуза е роден на 23 декември 1896 г. в Палермо, Сицилия. От 1911 г. посещава Класическата гимназия в Рим, а по-късно в Палермо. Впоследствие следва право в Римския университет. Участва в Първата световна война, когато е пленен и, успявайки да избяга, прекосява почти цяла Европа пеш, за да стигне до дома. Прави военна кариера, която изоставя след Втората световна война.
След напускането на армията се отдава на писането, като всичките му книги са издадени след смъртта му. Неговият роман „Гепардът“ отразява проблемите на италианското и преди всичко сицилианското общество в периода между Съединението на Италия и Първата световна война през погледа на сицилианското аристократично семейство Салина. През 1963 Лукино Висконти прави филм по романа с участието на Бърт Ланкастър и Ален Делон. Освен „Гепардът“ Лампедуза пише разкази и научни трудове по проблемите на литературата.
Умира на 23 юли 1957 г. в Рим от рак на белите дробове. Една година след смъртта му е издаден „Гепардът“, а през 1961 г. – сборник с негови разкази.

## За него
- Gérard Gefen. Sicily, Land of the Leopard Princes. Tauris Parke, 2001
- Margareta Dumitrescu, Sulla parte VI del Gattopardo. La fortuna di Lampedusa in Romania, Giuseppe Maimone Editore, Catania 2001
- David Gilmour. The Last Leopard. A life of Giuseppe Tomasi di Lampedusa. Eland Publishing Ltd, 2007. ISBN 978-0-9550105-1-4